# Distretto di Bäjdibek
Il distretto di Bäjdibek (in kazako: Бәйдібек ауданы) è un distretto (audan) del Kazakistan con capoluogo Šaân.